# Internationella måttenhetssystemet

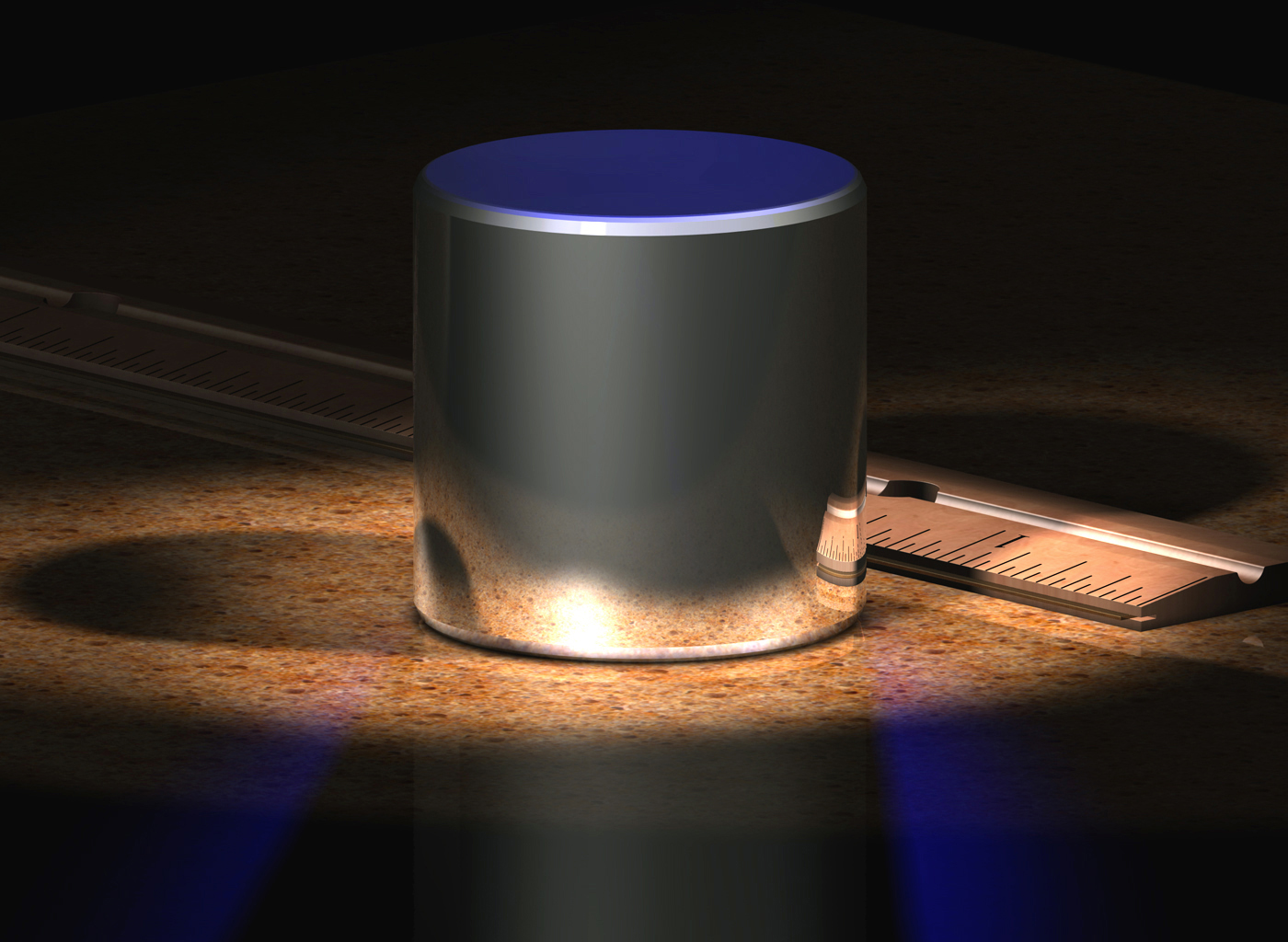
Datorformgiven illustration föreställande den prototyp som tidigare definierade enkilogramsvikten.
En tumgraderad linjal ger en uppfattning om viktens storlek.

Internationella måttenhetssystemet eller SI från franskans "Système International d'Unités" (ofta ses även den tautologiska sammansättningen SI-systemet), är en internationell standard för måttenheter och prefix. Måttsystemet bygger på ett antal grundenheter som är noggrant definierade. Ett stort antal andra enheter härleds sedan från grundenheterna.
SI har utvecklats ur metersystemet via MKSA-systemet (i konkurrens med CGS-systemet) och fick det nuvarande namnet 1960, då det innefattade 6 grundstorheter och ett flertal härledda storheter. En sjunde grundstorhet, substansmängd (med enheten mol), tillkom på 1970-talet.

## Historia

Länder som inte använder SI-systemet i rött: USA, Liberia och Myanmar.

Årtal då världens stater införde SI-systemet. De svartmarkerade staterna använder fortfarande inte SI-systemet.

Metersystemet utformades av en grupp forskare. Bland dem fanns Antoine Lavoisier, som är känd som "den moderna kemins fader". Dessa forskare hade fått i uppdrag av Ludvig XVI av Frankrike att skapa ett enhetligt och rationellt system av mätmetoder. Systemet antogs av den nya regeringen efter den franska revolutionen. Den 1 augusti 1793 antog nationalkonventet den nya enheten "meter" med en preliminär längd samt andra enheter med preliminära definitioner och villkor. Den 7 april 1795 (loi du 18 germinal, en III) ersatte uttrycket "gram" och "kilo" de tidigare termerna "gravet" (mer korrekt "milligrave") och grave. Metersystemet antogs slutgiltigt i Frankrike den 10 december 1799, en månad efter Napoleons statskupp. Ursprungligen infördes också decimaltid, med dygn, decidygn och centidygn som enheter, men det vann aldrig acceptans.
Historien om metersystemet innehåller ett antal olika varianter, vars användning har spridit sig runt om i världen för att ersätta många traditionella mätsystem. Vid slutet av andra världskriget var ett antal olika system för mätning fortfarande i användning runt om i världen. Vissa av dem var variationer av metersystemet, medan andra byggde på traditionella system. Man upptäckte att ytterligare åtgärder behövdes för att främja ett globalt mätsystem. Som ett resultat av den 9:e Allmänna konferensen för mått och vikt (CGPM) 1948, begärde Internationella kommittén för vikt och mått (Bureau International des Poids et Mesures, BIPM) en internationell studie av behoven av mätning inom det vetenskapliga, tekniska, och utbildningsväsendet. 
Baserat på resultaten av denna studie beslöts under den 10:e CGPM 1954 att ett internationellt system skulle härledas från sex basenheter för att möjliggöra mätning av temperatur och optisk strålning utöver mekaniska och elektromagnetiska mängder. De sex basenheterna som rekommenderades var meter, kilogram, sekund, ampere, grad Kelvin (senare omdöpt till kelvin) och candela. 1960 döpte den 11:e CGPM systemet till ”the International System of Units” (det internationella systemet av enheter), förkortat SI från det franska namnet, ”Le Système international d'unités”. En sjunde basenhet, mol, lades till 1971 av den 14:e CGPM.
SI har införts i land efter land. Endast USA, Myanmar och Liberia har officiellt inte infört SI-enheter. I Storbritannien gäller enligt EU-lagar (2009/3/EC) att gamla enheter får användas parallellt med SI-enheter tills vidare, åtminstone för handelsvaror. Längs vägarna i Storbritannien skyltas endast med engelska enheter, men SI-enheter har införts i Irland.
Sedan 1 januari 2010 måste man enligt EU-direktiv 80/181/EEC, som också gäller som svensk lag (1992:1514) och förordning (1993:1066) från riksdagen och Styrelsen för ackreditering och teknisk kontroll[källa behövs], alltid använda SI-enheter och vissa andra godkända enheter såsom minut, timme, liter och ton. Dock har man efter motstånd från USA och Storbritannien beslutat i EU tillåta andra enheter parallellt med SI-enheter i vissa sammanhang. Dessutom får Storbritannien och Irland inrikes använda pint, mile och troy ounce.
Den 20 maj 2019 gjordes en omdefiniering av flera enheter, framförallt kilogram, ampere och kelvin, som definieras genom att vissa naturkonstanter tilldelas fasta värden, varvid enheterna definieras av det.

## Principer
Systemets bärande principer är att det bara ska finnas en måttenhet för varje mätbar storhet och att härledningar mellan enheterna, så ofta det är möjligt, skall ske med konverteringsfaktorn 1. Alla enheter som behövs inom fysiken kan entydigt härledas från sju grundenheter. Systemet är särskilt praktiskt inom vetenskapen. Vid vardaglig användning av enheter, eller inom begränsade fack, används ibland äldre enheter. Därför lever fortfarande enheter som hästkrafter, kalorier och kilopond per kvadratmeter kvar. Även inom vetenskap förekommer flera olika ytterligare enheter, oftast härledda ur SI-enheter, t.ex. elektronvolt som energi- eller massmått. 
Där enheterna blir för stora eller för små, anvisar SI hur skalan skall ändras med prefix. Exempelvis är det opraktiskt att mäta avstånd mellan två städer i meter; kilometer är lämpligare. Prefixen är de samma oavsett enhet. 
SI föreskriver också hur enheter ska skrivas, både som symboler och utskrivna namn. Strömstyrka mäts i "ampere" eller "A" trots att den franske vetenskapsman som enheten uppkallats efter hette Ampère. Pluralformer påverkar inte symbolerna; tre sekunder skrivs 3 s, inte 3 s:er. För symboler är det viktigt att använda stora och små bokstäver korrekt; exempelvis är 1 Mm en miljard gånger större än 1 mm.
Mindre avsteg från grundprinciperna har gjorts för att få acceptans även hos vanliga användare. Exempelvis har en av grundenheterna en beteckning som innefattar ett prefix: kg (kilogram). Även enheter som enkelt kan härledas ur andra enheter accepteras enligt SI för vardaglig användning, såsom minuter, timmar och grad Celsius.

## Enheter

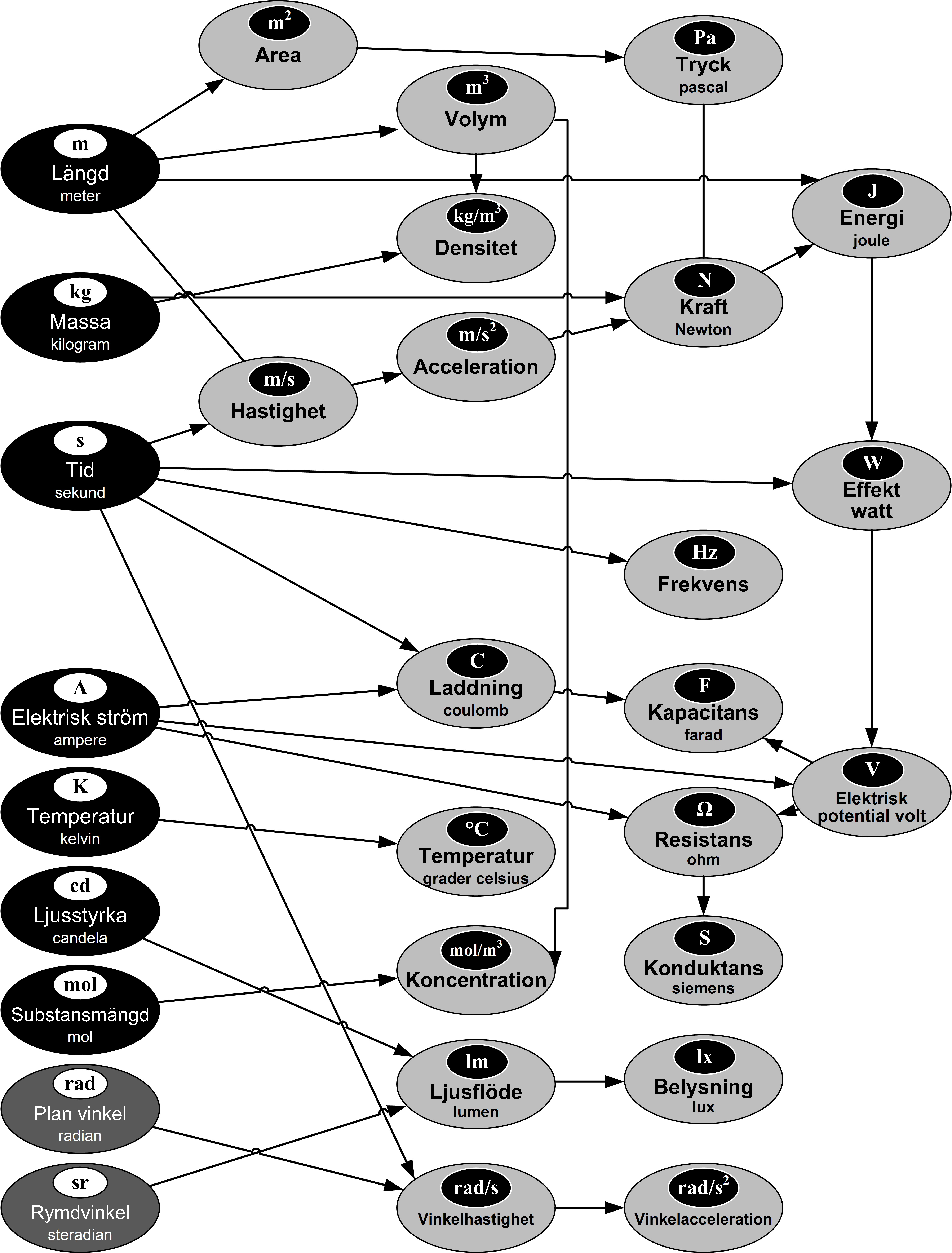
SI-systemet med grundläggande och några vanliga härledda enheter.

SI-systemet är uppbyggt av sju grundenheter. Genom att multiplicera och dividera grundenheterna med varandra bildas härledda enheter, några med speciella namn.

### Grundenheter
| Enhet    | Symbol | Storhet                  | Definition |
| -------- | ------ | ------------------------ | --- |
| meter    | m      | längd                    | Metern definieras utgående från det fasta värdet för ljushastigheten i absolut vakuum 299 792 458 som har enheten m⋅s-1 samt definitionen på sekund. En meter är den sträcka som ljuset tillryggalägger i absolut vakuum under 1/299 792 458 sekund. |
| kilogram | kg     | massa                    | Kilogrammet definieras utgående från det fasta värdet 6,62607015×10−34 på Plancks konstant, som har enheten kg⋅m2/s, samt definitionen på meter och sekund |
| sekund   | s      | tid                      | Varaktigheten av 9 192 631 770 perioder av den strålning som motsvarar övergången mellan de två hyperfinnivåerna i grundtillståndet hos atomen cesium-133 (133Cs). |
| ampere   | A      | elektrisk ström          | Ampere definieras utgående från det fasta värdet för elementarladdningen 1,602 176 634 x 10-19 som har enheten = A⋅s, samt definitionen på sekund. En ampere är den ström som uppstår när en ledare genomflytes av 6,241 509 0744 x 1018 elementarladdningar per sekund. |
| kelvin   | K      | termodynamisk temperatur | Kelvin definieras utgående från det fasta värdet på Boltzmanns konstant 1,380 649 x 10–23 som har enheten kg⋅m2⋅s–2⋅K–1 samt definitionen på kilogram, meter och sekund. En kelvin är skillnaden i termodynamisk temperatur som motsvarar en energiskillnad på 1,380 649 x 10–23 J (joule) |
| candela  | cd     | ljusstyrka               | Candela definieras utgående från det fasta värdet 683 för ljuseffekten för monokromatisk ljus med frekvensen 540 x 1012 Hz (Kcd), som har enheten cd⋅sr⋅kg–1⋅m–2⋅s3 samt definitionen på kilogram, meter, sekund och steradian, den härledda SI-enheten för rymdvinkel. En candela är ljusstyrkan i en given riktning från källa, som utsänder monokromatisk strålning med frekvensen 540 × 1012 hertz och vars strålningsstyrka i denna riktning är 1/683 watt per steradian. |
| mol      | mol    | Substansmängd            | Mol definieras utgående från det fasta värdet för Avogadros konstant 6,022 140 76 x 1023. En mol är substansmängden i ett system innehållande 6,022 140 76 x 1023 elementära enheter. |

## Prefix
För att bilda större eller mindre enheter använder SI SI-prefix.
| Multiplar  | Namn   | deka- | hekto- | kilo-  | mega-  | giga- | tera- | peta-  | exa-  | zetta- | yotta- |
| ---------- | ------ | ----- | ------ | ------ | ------ | ----- | ----- | ------ | ----- | ------ | ------ |
| Multiplar  | Symbol | da    | h      | k      | M      | G     | T     | P      | E     | Z      | Y      |
| Multiplar  | Faktor | 101   | 102    | 103    | 106    | 109   | 1012  | 1015   | 1018  | 1021   | 1024   |
|            |        |       |        |        |        |       |       |        |       |        |        |
| Divisioner | Namn   | deci- | centi- | milli- | mikro- | nano- | piko- | femto- | atto- | zepto- | yokto- |
| Divisioner | Symbol | d     | c      | m      | µ      | n     | p     | f      | a     | z      | y      |
| Divisioner | Faktor | 10−1  | 10−2   | 10−3   | 10−6   | 10−9  | 10−12 | 10−15  | 10−18 | 10−21  | 10−24  |